# سول غودمان
سول غودمان أو جيمي مورغان ماكغيل، هو شخصية خيالية ظهرت للمرة الأولى في المسلسل الدرامي الأمريكي اختلال ضال، ثم أصبح الشخصية الرئيسية في مسلسل من الأفضل الاتصال بسول ابتكر الشخصية كل من فينس غيليغان وبيتر غولد ولعبها الممثل بوب أودينكيرك.
سول هو محامي دفاع جنائي، يمكن إيجاده بسهولة عن طريق الصفحات الصفراء في ألباكركي. في مسلسل اختلال ضال، كان سول محامي وشريك كل من والتر وايت وجيسي بينكمان، بينما مسلسل من الأفضل الاتصال بسول يعرض فترة سابقة من حياته والتي كان فيها محامٍ مفلس يحاول جاهدا الحصول على فرصة لبدء مسيرته المهنية.

## سيرة حياته

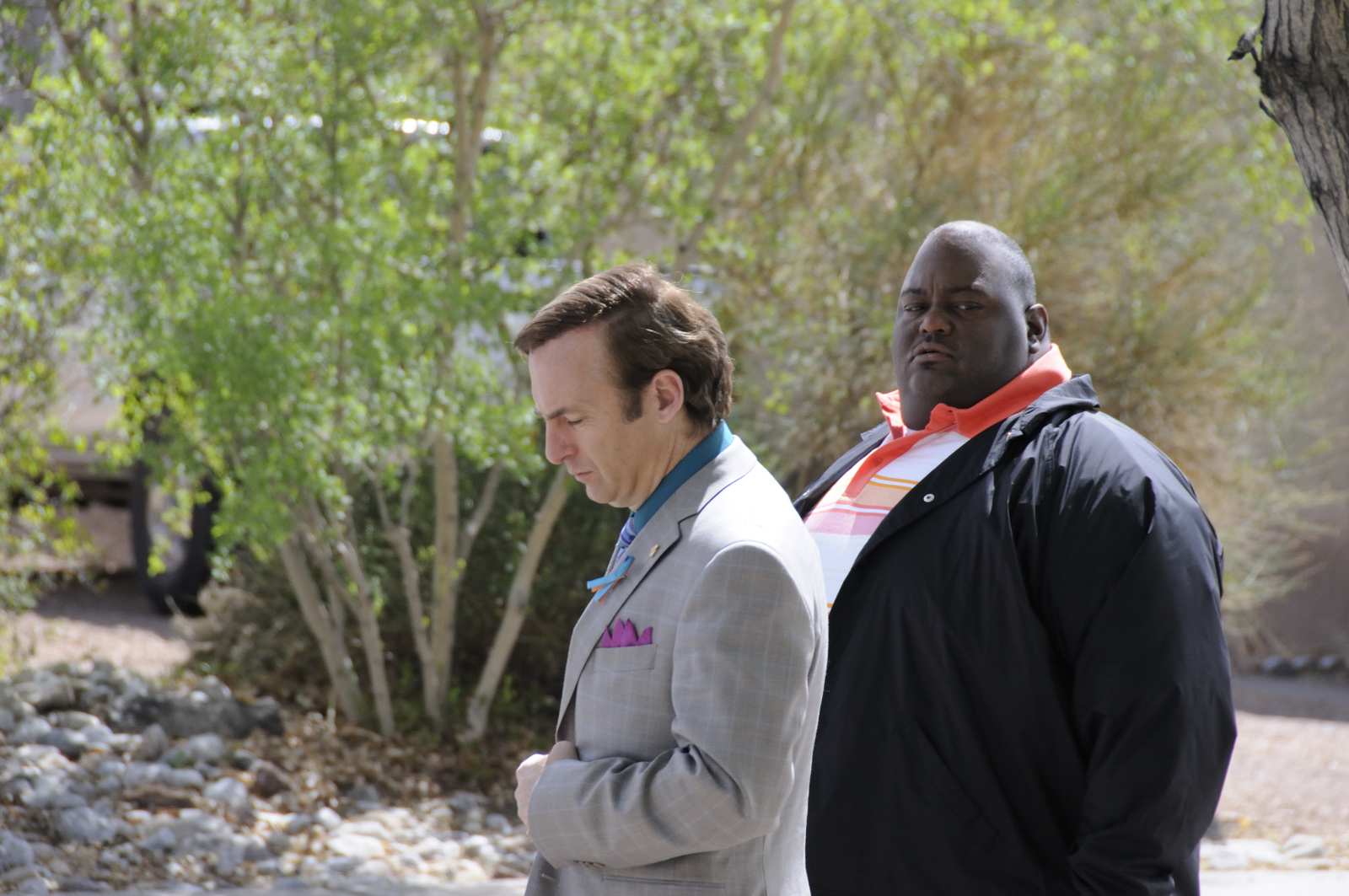
سول غودمان في حياته الشخصية صورة تمزج بين الحزن والاناقة

وُلد غودمان في سيسيرو، إلينوي في الولايات المستحدة باسم جيمس مورغان «جيمي» مل اكجيل. أصبح شقيقه الأكبر تشوك محاميًا ناجحًا كواحد من الشركاء في شركة محاماة ألباكوركي، هاملين، هاملين وماكجيل (إتش إتش إم). أصبح جيمي فنانًا في الاحتيال في سيسيرو وسرعان ما أصبح اسمه المستعار «سليبين’ جيمس» بسبب إعداده حوادث «الانزلاق والسقوط» لكسب المال بسرعة. تعرض جيمي لمشكلة مع الشرطة وعاد تشوك لمساعدته ولكنه طلب منه الانضمام له في ألباكوركي والعمل بوظيفة شرعية في غرفة بريد إتش إتش إم. أصبح جيمي صديقًا مع كيم ويكسلر، إحدى الموظفات في إتش إتش إم وطالبة في كلية الحقوق. أكمل جيمي شهادته الجامعية مستلهمًا ذلك من نجاح كيم ودرس الحقوق في كلية تعليم بالمراسلة. نجح في الامتحان النهائي وتأمل أن يُعين في إتش إتش إم، ولكن حرض تشوك شريكه الأعلى مقامًا هوارد هاملين من أجل حرمان جيمي من هذه الفرصة. بدأ جيمي بعد ذلك العمل بمفرده في غرفة خدمات صالون تجميل فيتنامي. أخذ كل ما استطاع الحصول عليه من قضايا، بما في ذلك عمل المدافع العام منخفض الأجر. دخل جيمي بشكل متكرر في نزاعات مع مايك إيرمنتروت الرزين، الشرطي السابق الذي يعمل كعامل في موقف سيارات المحكمة.
بدأ جيمي باستخدام الاسم المستعار «سول غودمان»، القادم من جملة «إتس أول غود، مان»، التي تعني كل شيء على ما يرام. استخدمه في البداية كهوية بديلة للمروّج عالي الطاقة في الإعلانات التلفزيونية المقدمة خلال فترة إيقاف شهادته في المحاماة، استخدمه لاحقًا عندما بدأ عمله في بيع الهواتف الخلوية مسبقة الدفع في الشوارع.

### بريكنغ باد (اختلال ضال)
عند تقديم سول في مسلسل بريكنغ باد، تبنى اسم «سول غودمان» بشكل كامل ونادراً ما ذكر اسم ماكجيل. أنشأ سول مكتبًا في مركز تجاري، مزينًا بإعلانات مبتذلة في الداخل والخارج. سول محامٍ ماهر نجح في الدفاع عن العديد من العملاء، ولكنه تورط أيضًا في أنشطة مشكوك بها وغير قانونية في بعض الأوقات. لديه علاقات مع مجموعات إجرامية، أمثال غاس فرينغ، صاحب سلسلة وجبات الدجاج السريعة «لوس بولوس هيرمانوس» في أرجاء ألباكوركي التي يستخدمها كواجهة لتهريب المخدرات من العصابة المكسيكية، وهو في منافسة مباشرة مع عصابة مخدرات سالامنكا. استمر سول حتى الحلقات الأخيرة في نفس الموقف غير المبالي المشاهد في بيتر كول سول (من الأفضل الاتصال بسول)، فكان اهتمامه الأساسي محصورًا في الربح بينما كانت بقية الشخصيات تهتم بالحياة والموت.

## وصلات خارجية
- الموقع الرسمي
- سول غودمان على موقع AMC
- سول غودمان في قاعدة بيانات الأفلام على الإنترنت